# 2020年東京オリンピックのイギリス選手団
2020年東京オリンピックのイギリス選手団（2020ねんとうきょうオリンピックのイギリスせんしゅだん）は、2021年7月23日から8月8日にかけて日本の首都東京で開催された2020年東京オリンピックのイギリス選手団、およびその競技結果。

## メダル
| メダル | 選手名 | 競技                 | 種目                                   | 日付    |
| ------ | --- | -------------------- | -------------------------------------- | ------- |
| 金     | アダム・ピーティ | 競泳                 | 男子100m平泳ぎ                         | 7月26日 |
| 金     | トーマス・デーリー マッティ・リー | 飛込                 | 男子10mシンクロ高                      | 7月26日 |
| 金     | トーマス・ピドコック | 自転車               | 男子マウンテンバイク・クロスカントリー | 7月26日 |
| 金     | トム・ディーン | 競泳                 | 男子200m自由形                         | 7月27日 |
| 金     | トム・ディーン ジェームズ・ガイ マシュー・リチャーズ ダンカン・スコット ほか1名 | 競泳                 | 男子4×200mフリーリレー                 | 7月28日 |
| 金     | ベサニー・シュリーバー | 自転車               | 女子BMXレーシング                      | 7月30日 |
| 金     | ジョナサン・ブラウンリー ジェシカ・リアマンス ジョージア・テイラー＝ブラウン アレックス・イー | トライアスロン       | 混合リレー                             | 7月31日 |
| 金     | キャスリーン・ドーソン アダム・ピーティ ジェームズ・ガイ アンナ・ホプキン ほか1名 | 競泳                 | 混合4x100mメドレーリレー               | 7月31日 |
| 金     | シャーロット・ワーシントン | 自転車               | 女子BMXフリースタイル                  | 8月1日  |
| 金     | マックス・ウィットロック | 体操                 | 男子あん馬                             | 8月1日  |
| 金     | トム・マクウェン ローラ・コレット オリバー・タウネンド | 馬術                 | 総合馬術団体                           | 8月2日  |
| 金     | ディラン・フレッチャー スチュアート・ビセル | セーリング           | 男子49er                               | 8月3日  |
| 金     | ジャイルズ・スコット | セーリング           | 男子フィン級                           | 8月3日  |
| 金     | ハンナ・ミルズ エイリー・マキンタイア | セーリング           | 女子470級                              | 8月4日  |
| 金     | ベン・マー | 馬術                 | 障害飛越個人                           | 8月4日  |
| 金     | マシュー・ウォールズ | 自転車               | 男子オムニアム                         | 8月5日  |
| 金     | ケイティ・アーチボルド ローラ・ケニー | 自転車               | 女子マディソン                         | 8月6日  |
| 金     | ケイト・フレンチ | 近代五種             | 女子                                   | 8月6日  |
| 金     | ガラル・ヤファイ | ボクシング           | 男子フライ級                           | 8月7日  |
| 金     | ジョゼフ・チューン | 近代五種             | 男子                                   | 8月7日  |
| 金     | ジェイソン・ケニー | 自転車               | 男子ケイリン                           | 8月8日  |
| 金     | ローレン・プライス | ボクシング           | 女子ミドル級                           | 8月8日  |
| 銀     | ブラッドリー・シンデン | テコンドー           | 男子68kg級                             | 7月25日 |
| 銀     | アレックス・イー | トライアスロン       | 男子個人                               | 7月26日 |
| 銀     | ローレン・ウィリアムズ | テコンドー           | 女子67kg級                             | 7月26日 |
| 銀     | ジョージア・テイラー＝ブラウン | トライアスロン       | 女子個人                               | 7月27日 |
| 銀     | ダンカン・スコット | 競泳                 | 男子200m自由形                         | 7月27日 |
| 銀     | ハリー・リースク アンガス・グルーム トーマス・バラス ジャック・ボーモント | ボート               | 男子舵手なしクォドルプル               | 7月28日 |
| 銀     | マロリー・フランクリン | カヌー               | 女子スラローム・カナディアン（C-1）    | 7月29日 |
| 銀     | ダンカン・スコット | 競泳                 | 男子200m個人メドレー                   | 7月30日 |
| 銀     | カイ・ホワイト | 自転車               | 男子BMXレーシング                      | 7月30日 |
| 銀     | ルーク・グリーンバンク アダム・ピーティ ジェームズ・ガイ ダンカン・スコット ほか1名 | 競泳                 | 男子4×100mメドレーリレー               | 8月1日  |
| 銀     | トム・マクウェン | 馬術                 | 総合馬術個人                           | 8月2日  |
| 銀     | エミリー・キャンベル | ウエイトリフティング | 女子87kg超級                           | 8月2日  |
| 銀     | ジョン・ジムソン アンナ・バーネット | セーリング           | 混合フォイリングナクラ17               | 8月3日  |
| 銀     | ケイティ・アーチボルド ニーア・エバンズ ローラ・ケニー ジョシー・ナイト ほか1名 | 自転車               | 女子チームパシュート                   | 8月3日  |
| 銀     | ジャック・カーリン ジェイソン・ケニー ライアン・オーウェンズ | 自転車               | 男子チームスプリント                   | 8月3日  |
| 銀     | パット・マッコーマック | ボクシング           | 男子ウェルター級                       | 8月3日  |
| 銀     | キーリー・ホジキンソン | 陸上                 | 女子800m                               | 8月3日  |
| 銀     | ベンジャミン・ウィッテカー | ボクシング           | 男子ライトヘビー級                     | 8月4日  |
| 銀     | ローラ・ミュア | 陸上                 | 女子1500m                              | 8月6日  |
| 銀     | イーサン・ヘイター マシュー・ウォールズ | 自転車               | 男子マディソン                         | 8月7日  |
| 銅     | チェルシー・ジャイルズ | 柔道                 | 女子52kg級                             | 7月25日 |
| 銅     | ビアンカ・ウォークデン | テコンドー           | 女子67kg超級                           | 7月27日 |
| 銅     | ジェニファー・ガディロワ ジェシカ・ガディロワ アリス・キンセラ アメリー・モーガン | 体操                 | 女子団体総合                           | 7月27日 |
| 銅     | カール・ヘスター シャーロット・フライ シャーロット・デュジャディン | 馬術                 | 馬場馬術団体                           | 7月27日 |
| 銅     | シャーロット・デュジャディン | 馬術                 | 馬場馬術個人                           | 7月28日 |
| 銅     | マシュー・ジョン・カワード＝ホリー | 射撃                 | 男子トラップ                           | 7月29日 |
| 銅     | ジョシュア・ブガイスキー ジェイコブ・ドーソン トーマス・ジョージ モハメド・スビヒ チャールズ・エルウェス オリバー・ウィン＝グリフィス ジェームズ・ラドキン トーマス・フォード ヘンリー・フィールドマン | ボート               | 男子エイト                             | 7月30日 |
| 銅     | ルーク・グリーンバンク | 競泳                 | 男子200m背泳ぎ                         | 7月30日 |
| 銅     | ブライオニー・ページ | トランポリン         | 女子トランポリン                       | 7月30日 |
| 銅     | エマ・ウィルソン | セーリング           | 女子RS:X                               | 7月31日 |
| 銅     | カリス・アーティングストール | ボクシング           | 女子フェザー級                         | 7月31日 |
| 銅     | デクラン・ブルックス | 自転車               | 男子BMXフリースタイル                  | 8月1日  |
| 銅     | ジャック・ロアー | 飛込                 | 男子3m板                               | 8月3日  |
| 銅     | スカイ・ブラウン | スケートボード       | 女子パーク                             | 8月4日  |
| 銅     | フレーザー・クラーク | ボクシング           | 男子スーパーヘビー級                   | 8月4日  |
| 銅     | リアム・ヒース | カヌー               | 男子スプリント・カヤック（K-1）200m    | 8月5日  |
| 銅     | ホリー・ブラッドショー | 陸上                 | 女子棒高跳                             | 8月5日  |
| 銅     | ホッケー女子イギリス代表： マデライン・クレア・ヒンチ ローラ・アンズワース アンナ＝フランシス・トーマン ハンナ・マーティン サラ・ルイーズ・ジョーンズ スザンナ・タウンゼント サラ・ロバートソン エレーナ・シャン・レイアー イザベル・ペター リア・ジュリア・ウィルキンソン ジゼル・アンズリー ホーリー・パールン＝ウェブ フィオナ・アン・クラックルズ ショナ・マカリン リリー・オウズリー グレイス・ボールスドン | ホッケー             | 女子                                   | 8月6日  |
| 銅     | ジャック・カーリン | 自転車               | 男子スプリント                         | 8月6日  |
| 銅     | アシャ・フィリップ イマニ・ランシコト ディナ・アシャー＝スミス ダリル・ネイタ | 陸上                 | 女子4×100mリレー                       | 8月6日  |
| 銅     | トーマス・デーリー | 飛込                 | 男子10m高                              | 8月7日  |
| 銅     | ジョシュ・カー | 陸上                 | 男子1500m                              | 8月7日  |

## アーチェリー
- 6名[1]

## サッカー
- 女子[2]